# Partido Popular Monárquico
El Partido Popular Monárquico (PPM) es un partido político portugués inspirado por el municipalismo, agrarismo y tradicionalismo que defiende la restauración de la monarquía en Portugal. Se fundó el 23 de mayo de 1974 por Gonçalo Ribeiro Telles.

## Historia
El 23 de mayo de 1974, por iniciativa de la Convergencia Monárquica, se fundó el PPM, y Francisco Rolão Preto asumió la Presidencia del Directorio y del Congreso. Desde esa fecha, el liderazgo del partido fue entregado a Gonçalo Ribeiro Telles, que en 1994 lo abandona para fundar otra organización: el Partido de la Tierra.
En estos momentos el PPM no tiene ninguna representación en la Asamblea de la República de Portugal dado que obtuvo 8 431 votos (0.16%) en las elecciones parlamentarias de Portugal de 2019.
Es sabido que Eduardo Pío de Braganza, pretendiente al Trono de Portugal, no tiene ninguna relación con el partido, discordando en varios puntos de su actual programa.[cita requerida]

## Resultados electorales

### Elecciones parlamentarias
| 1975  | 32.526        | 0,57          |               | 0/250         |               |               |
| 1976  | 28.320        | 0,52          | 0,05          | 0/263         |               |               |
| 1979a | 2.719.208     | 45,26         | 4,41          | 5/250         |               |               |
| 1980a | 2.868.076     | 47,59         | 2,33          | 6/250         |               |               |
| 1983  | 27.635        | 0,48          |               | 0/250         |               |               |
| 1985  | No participó. | No participó. | No participó. | No participó. | No participó. | No participó. |
| 1987  | 23.218        | 0,41          |               | 0/250         |               |               |
| 1991  | 25.216        | 0,44          | 0,03          | 0/230         |               |               |
| 1995  | 5.932         | 0,10          | 0,34          | 0/230         |               |               |
| 1999  | 16.522        | 0,31          | 0,21          | 0/230         |               |               |
| 2002  | 12.398        | 0,23          | 0,08          | 0/230         |               |               |
| 2005b | 1.653.425     | 28,77         | 11,95         | 2/230         |               |               |
| 2009  | 15.262        | 0,27          |               | 0/230         |               |               |
| 2011  | 14.687        | 0,26          | 0,01          | 0/230         |               |               |
| 2015  | 14.897        | 0,28          | 0,02          | 0/230         |               |               |
| 2019  | 8.431         | 0,16          | 0,12          | 0/230         |               |               |
| 2022  | 260           | 0,00          | 0,16          | 0/230         |               |               |

a Dentro de la Alianza Democrática.
b En las listas del Partido Social Demócrata.